# قانون کور (فیلم)
قانون کور (به هندی: Andha Kanoon) فیلمی محصول سال ۱۹۸۳ و به کارگردانی تاتیننی راما رائو است. در این فیلم بازیگرانی همچون راجینیکانت، هما مالینی، آمیتاب باچان، رینا روی، مادهوی، پران، پریم چوپرا، دنی دنزونگپا، آمریش پوری ایفای نقش کرده‌اند.

## خلاصه داستان
ویجی در کودکی شاهد قتل پدر و خواهربزرگش بدست سه نفر بنامهای امرنات، اکبرعلی و آنتونی دی کروز بوده.اکنون که سالها از آن جنایت هولناک گذشته ویجی به یک جوان خشمگین بدل گشته که تشنه انتقام است.او نشانه هایی را از آن سه مرد بخاطر سپرده.امرنات مردی که بدون عینکش از دیدن عاجز میشود.اکبرعلی که هنگام خوردن مشروب در آن خاکستر سیگار میریزد.ولی خواهرش دورگا معتقد به توسل به قانون است و از این رو لباس پلیس را به تن کرده تا از طریق قانون انتقام خانواده اش را بگیرد.دختر مورد علاقه ویجی یعنی مینا که یک رقصنده است توسط امرنات مورد تعرض واقع می‌شود.وقتی مینا ماجرا را برای ویجی تعریف می‌کند، ویجی از روی نشانه ها درمیابد که او همان امرنات بوده و اولین قربانی اش را پیدا میکند.او با تلفن کردن به امرنات و ترساندنش سبب بیرون رفتن او از خانه اش میشود و با گرفتن عینکش او را با اسلحه وادار می‌کند که شبانه در یک خیابان شلوغ قدم بگذارد و بدلیل نداشتن دید واضح و دقیق امرنات با ماشین‌ها تصادف کرده و میمیرد.قربانی بعدی اکبرعلی است.دورگا در نقش یک منشی وارد دفتر اکبرعلی میشود تا با کار کردن در آنجا به اسرار و اطلاعات او دست یافته و از این راه وی را زمین بزند.ولی ویجی قبل از او وارد عمل میشود و با ورود به خانه اکبرعلی او را وادار می‌کند تا مقدار زیادی مشروب بخورد و او را غرق در مستی می‌کند سپس در همین حالت او را به حمام و داخل وان هدایت می‌کند تا خفه شود و دومین نفر هم بدین طریق به قتل می‌رسد.ویجی با مردی بنام جان نثار خان آشنا می‌شود.جان نثار خان که قبلا یک جنگلبان وظیفه شناس بود بخاطر درگیری با چند قاچاقچی و بی عدالتی دادگاه خانواده اش را از دست داده و اکنون آواره کوچه ها و خیابان هاست.ویجی و جان نثار خان باهم متحد میشوند تا آخرین جانی یعنی آنتونی را هم یافته و به قتل برسانند.دورگا که به اعمال برادرش شک کرده با مخفی کردن یک ضبط صوت سر صحبت را باز میکند تا از برادرش اعتراف بگیرد و با همین مدرک پی به حقیقت برده و در صدد دستگیری او برمی آید.غافل از اینکه ویجی با قطع کردن سیم مانع از ضبط شدن صدایش شده و خود را خلاص کرده.آنتونی که از مرگ رفقایش وحشت زده شده سعی در کشتن ویجی میکند ولی در رسیدن به هدفش ناکام میماند.دورگا توسط آنتونی ربوده میشود.ویجی با کمک مینا و جان نثار خان و یک راننده کامیون با نقشه ای وارد خانه آنتونی شده و او را به قتل میرساند.آن هم زمانی که همه فکر می‌کنند او تحت بازداشت پلیس است.دورگا ویجی را پای میز محاکمه می‌کشاند ولی بدلیل فقدان مدارک و ادله هیچ یک از جرائم او ثابت نشده و ویجی تبرئه میشود. دقیقا به همان شکلی که آن سه نفر پس از کشتن پدر و خواهر ویجی تبرئه شده بودند.